# (4718) Araki
(4718) Araki es un asteroide perteneciente al cinturón de asteroides, descubierto el 13 de noviembre de 1990 por Tetsuya Fujii y el también astrónomo Kazuro Watanabe desde el Observatorio de Kitami, Hokkaidō, Japón.

## Designación y nombre
Designado provisionalmente como 1990 VP3. Fue nombrado Araki en honor al fotógrafo astronómico japonés Chikara Araki.

## Características orbitales
Araki está situado a una distancia media del Sol de 2,360 ua, pudiendo alejarse hasta 2,735 ua y acercarse hasta 1,984 ua. Su excentricidad es 0,158 y la inclinación orbital 8,045 grados. Emplea 1324 días en completar una órbita alrededor del Sol.

## Características físicas
La magnitud absoluta de Araki es 13,2. Tiene 5,944 km de diámetro y su albedo se estima en 0,485. Está asignado al tipo espectral Sl según la clasificación SMASSII.